# Páfrányok
A páfrányok (Pterophyta) a harasztok törzsének egyik altörzse. Ebbe az altörzsbe tartoznak az alábbi osztályok:
- Ősharasztok (Psilotopsida)
- Marattiapáfrányok (Marattiopsida)
- Valódi páfrányok (Pteridopsida)

## Szaporodásuk
A páfrányok spórákkal szaporodnak. A spóra a spóratokban van, mely a levélfonákon helyezkedik el. 